# Sgonico
Sgonìco (in sloveno Zgonik, in dialetto triestino Sgonico ) è un comune italiano di 1 963 abitanti del Friuli-Venezia Giulia.

## Geografia fisica

### Territorio
Il comune occupa una porzione centrale del Carso triestino e tipicamente carsiche sono sia la flora sia la fauna. Di forma pressoché rettangolare, è chiuso ad est da una fila di non elevati rilievi che segnano il confine con la Slovenia. La massima altitudine è rappresentata dal Monte Lanaro (544 m). La parte occidentale del territorio è pianeggiante, ma costellata da numerose doline, alcune anche di ampie dimensioni. Gli unici esempi di bacini d'acqua di superficie sono alcuni modesti stagni.

## Storia
Le più antiche testimonianze di presenza umana sul territorio comunale risalgono al paleolitico medio, rinvenute presso la Caverna del Monte San Leonardo, nonché nella Grotta Cotariova, posizionata nei pressi del capoluogo comunale. Resti risalenti al mesolitico e al neolitico sono emersi nella Grotta degli Zingari, e in una caverna non distante da Borgo Grotta Gigante. Altri reperti risalenti al neolitico sono stati scoperti nella caverna a nord ovest di Gabrovizza, nella Grotta dell'Orso e nella Grotta Gigante.
L'età del Bronzo e del Ferro sono caratterizzate dall'epoca dei castellieri, villaggi fortificati, posizionati in luogo elevati. Quattro sono stati rinvenuti nel comune: uno sul Monte San Leonardo, uno sul Monte Kosten, uno nei pressi di Sales e uno nei pressi di Bristie.
Il toponimo, attestato in questa forma dal 1309, deriva da Zvonìk e significa campanile.
La prima menzione di Sgonico avviene in un documento del 1275, usando il toponimo Suonich. Altre fonti tra la fine del Duecento e l'inizio del Trecento nominano altre località del comune. Nel 1494 Sgonico divenne sede comunale andando a comprendere anche le frazioni di Sales e successivamente di Rupinpiccolo, pur rimanendo soggetta alla giurisdizione dei Signori di Duino come exclave del ducato di Carniola.
Nel 1811 Sgonico divenne sede comunale vera e propria ed ebbe potere su un territorio più ampio dell'attuale. Infatti esso ebbe giurisdizione anche su alcune località attualmente facenti parte dei Comuni di Duino-Aurisina e Monrupino. Solo con la creazione dei Comuni di Aurisina e Rupingrande alla metà dell'Ottocento Sgonico vide ridursi i confini comunali. Nel 1863 Sgonico divenne parrocchia a sé stante, facente parte dell'arcidiocesi di Gorizia.
Dopo la prima guerra mondiale il territorio passò all'Italia e, nel 1923, venne inserito nella provincia di Trieste. Seguirà le sorti del capoluogo fino ai giorni nostri.

### Simboli
Lo stemma e il gonfalone sono stati concesso con decreto del presidente della Repubblica dell'8 giugno 2007.
Nello stemma è rappresentato il campanile della locale chiesa di San Michele Arcangelo.
Il gonfalone è un drappo di azzurro.

## Monumenti e luoghi d'interesse

### Architetture religiose
- Chiesa parrocchiale di San Michele Arcangelo a Sgonico
- Chiesa di Sant'Ulderico a Samatorza
- Chiesa di San Massimiliano Kolbe (di proprietà privata) a Borgo Grotta Gigante-Girandole
- Cappella di San Primo a Gabrovizza

### Altro
- Grotta Gigante
- Riserva naturale del Monte Lanaro
- Sentiero Riselce
- Giardino botanico Carsiana
- Castelliere di Rupinpiccolo
- Le osmize

## Società

### Evoluzione demografica
Abitanti censiti

### Lingue e dialetti
Lo statuto comunale garantisce pari dignità alla lingua slovena e il suo utilizzo accanto all'italiano negli atti ufficiali e nelle relazioni con le istituzioni municipali. Sgonico è compreso nell'elenco dei comuni nei quali si applicano le misure per la tutela della minoranza di lingua slovena, a norma dell'articolo 4 della legge n. 38 del 23 febbraio 2001 "Norme per la tutela della minoranza linguistica slovena della regione Friuli - Venezia Giulia". Nel 1971 la popolazione risultava in larga maggioranza di madrelingua slovena:
| %      | Ripartizione linguistica (gruppi principali) |
| ------ | -------------------------------------------- |
| 18,40% | madrelingua italiana                         |
| 81,60% | madrelingua slovena                          |

Secondo una stima governativa del 1983, nel comune di Sgonico il 54% della popolazione era di lingua slovena.

## Geografia antropica
La popolazione si suddivide in una moltitudine di piccoli centri agricoli, il più importante è il capoluogo comunale. 

### Frazioni
Oltre al capoluogo comunale troviamo le seguenti frazioni:
- Borgo Grotta Gigante (Briščiki): 213 ab. Il toponimo, che in sloveno suona come da Bristie, deriva dalla provenienza di qualche possidente del luogo che avrebbe avuto origine, per l'appunto, nella vicina Bristie.
- Bristie (Brišče): 28 ab. Toponimo di etimologia alquanto incerta.
- Campo Sacro (Božje Polje): 122 ab. Nella frazione, prima della costruzione delle villette ora presenti, vi era una fabbrica di ceramiche. Il nome sembra trarre origine da una campagna militare di Napoleone.
- Colludrozza (Koludrovca): 39 ab. Il nome deriverebbe dalla parola greca kalógeros ossia monaco. Si tratta del nome di un tipo di vite che i monaci paulini diffusero sia in Dalmazia che sul Carso.
- Devincina (Devinščina): 160 ab. Il nome deriva dal toponimo sloveno Devin, ovvero Duino. Si tratta di quella parte del territorio di Prosecco sottoposta in passato al controllo della signoria duinese e non a quello di Trieste.
- Gabrovizza o Gabrovizza San Primo (Gabrovec). Il toponimo deriva dal nome dell'arbusto gáber, ovvero carpino.
- Rupinpiccolo (Repnič): 177 ab. Il toponimo deriverebbe dal nome precristiano Rĕpa.
- Sagrado (Zagradec). Il nome della località è composto dalla preposizione za, che significa in sloveno dietro e dalla parola gradec, ossia castello.
- Sales (Salež): 310 ab. Il toponimo deriva dal nome latino del salice, il salex.
- Samatorza (Samatorca): 90 ab. Toponimo che deriva dalla composizione tra la base verbale tvor-, costruire e sam che significa solo.
- Sgonico (Zgonik)
- Stazione di Prosecco (Proseška postaja)

## Economia
L'economia del territorio si è basata per molti secoli sull'agricoltura (soprattutto pastorizia), resa però difficoltosa dalle impossibili condizioni ambientali offerte dal Carso. Nel corso dell'Ottocento vi fu uno sviluppo dell'attività estrattiva, con l'apertura di numerose cave di marmo.
In tempi più recenti molti cittadini hanno trovato lavoro nelle molteplici attività produttive offerte dalla vicina Trieste.
Per quanto riguarda l'attività secondaria c'è da segnalare la recente apertura di una Zona Artigianale (chiamata "Zgonik") in località Stazione di Prosecco, nonché la presenza dello stabilimento della Telit, azienda che produce telefoni cellulari.
Il turismo, fino a qualche tempo esclusivamente legato alle visite alla famosa Grotta Gigante, ora trova impulso dallo sviluppo dell'agriturismo.

## Infrastrutture e trasporti

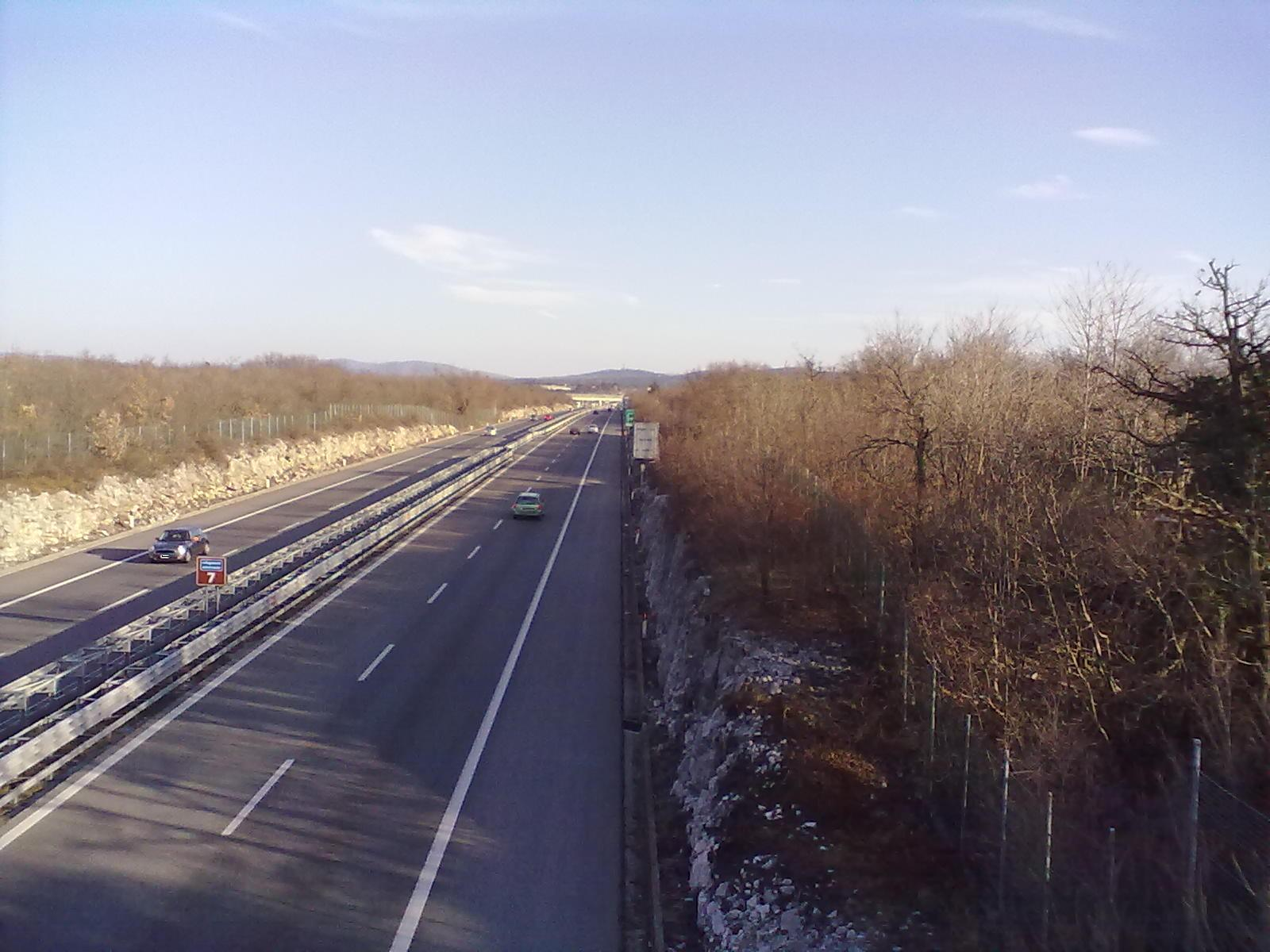
Il tratto del raccordo autostradale 13 poco prima dell'uscita di Sgonico.

Sul territorio comunale passa il raccordo autostradale 13 che lega Trieste con l'A4. Vi è una uscita nei pressi di Gabrovizza. Il comune è ben collegato al resto del territorio provinciale da una fitta rete di strade secondarie.
Nel territorio comunale transita la linea ferroviaria Trieste Centrale-Villa Opicina, su cui era posta la stazione di Prosecco, soppressa nel 2012.
Nel territorio comunale aveva sede anche un piccolo aerodromo militare, oggi utilizzato come base dalla Protezione Civile.